# Istor-o-Nal
Istor-o-Nal ist der dritthöchste Berg im Hindukusch. Der Name wird allerdings für einen Bergstock mit elf Einzelgipfeln über 7000 Metern verwendet. Der Istor-o-Nal liegt in Chitral, Pakistan nahe dem Tirich Mir.
Istoro Nal bedeutet „Hufeisen“ in der Khowar-Sprache. Istor bedeutet „Pferd“. Die Herkunft des Namens ist unbekannt.

## Besteigungsgeschichte
Einen ersten Besteigungsversuch unternahmen die US-Amerikaner Joseph E. Murphy, Jr. und Thomas A. Mutch vom Princeton Mountaineering Club gemeinsam mit ihrem pakistanischen Verbindungsoffizier Ken Bankwala. Die beiden Amerikaner erreichten über den Westgrat am 8. Juni 1955 allerdings nur einen Nebengipfel, den sie wegen der schlechten Sicht für den Hauptgipfel hielten.
Die Erstbesteigung des Hauptgipfels gelang am 12. August 1969 Josep Manuel Anglada, Jordi Pons, Joan Cerdá und Emili Civis im Rahmen einer spanischen Expedition.

## Nebengipfel
Der Istor-o-Nal besitzt elf Einzelgipfel. Dazu zählen:
- Nordgipfel (7373 m, ⊙)
- Südgipfel (7308 m, ⊙)
- Westgipfel (7300 m, ⊙)

Der Nordostgipfel (7276 m, ⊙) und der Ostgipfel (7100 m, ⊙) sind noch unbestiegen.